# Beatrix Doderer
Beatrix Doderer (* 1966 in Darmstadt) ist eine deutsche Schauspielerin und Kabarettistin. Seit 2019 ist sie Ensemblemitglied am Schauspielhaus Graz.

## Leben
Als jüngste von drei Töchtern des Germanistikprofessors Klaus Doderer wuchs Beatrix Doderer in ihrer Geburtsstadt auf. Ihr Großvater war der Schriftsteller Otto Doderer. Nach Abitur und Beginn eines Studiums, brach sie dieses nach einem Semester ab und besuchte von 1982 bis 1985 die Neue Münchner Schauspielschule. Diese Ausbildung finanzierte sie sich unter anderem als Querflötistin in Christoph Marthalers Inszenierung von William Shakespeares Der Kaufmann von Venedig am Münchner Residenztheater. Von 1986 bis 2001 hatte sie Gesangsunterricht bei Grete Lindinger.
Ihr erstes Engagement führte Doderer 1986 an das damalige Stadttheater Hildesheim. Weitere Stationen ihrer Bühnenlaufbahn waren bis 1999 unter anderem das Theater Ulm, die Württembergische Landesbühne Esslingen, das Staatstheater Braunschweig, das Theater Erlangen und die Münchner Kammerspiele. 1999 ging Doderer für zwei Jahre an das Stadttheater Bern, von wo sie nach Deutschland zurückkehrte und ein Engagement am Theater Augsburg annahm, wo ihr 2003 der Augsburger Theaterpreis verliehen wurde. Nach einem Gastspiel am Theater Heidelberg wirkte Doderer von 2012 bis 2015 in Österreich, und zwar am Salzburger Landestheater und am Landestheater Niederösterreich in St. Pölten. Daneben tritt sie auch immer wieder am Bayerischen Staatsschauspiel auf.
Bekannte Stücke, in den Doderer mitwirkte, waren Klassiker wie Das Käthchen von Heilbronn von Heinrich von Kleist, Emilia Galotti von Gotthold Ephraim Lessing, Anton Tschechows Kirschgarten, Baumeister Solness von Henrik Ibsen oder Die Jungfrau von Orleans von Friedrich Schiller, die Brecht-Stücke Die heilige Johanna der Schlachthöfe, Herr Puntila und sein Knecht Matti und Die Dreigroschenoper, ferner Komödien wie Sonny Boys von Neil Simon oder Oscar Wildes Bunbury.
Beatrix Doderer hat sich auch als Kabarettistin einen Namen gemacht. Von 2004 bis 2009 spielte sie gemeinsam mit ihrem damaligen Lebensgefährten, dem 2009 verstorbenen Schauspieler Jörg Hube, das Programm Sugardaddy. 2010 und 2011 war Doderer Mitglied der Münchner Lach- und Schießgesellschaft. 2010 und 2014 inszenierte sie die Programme der Kabarettistin Luise Kinseher, Einfach reich und Ruhe bewahren, ehe sie 2016 zum ersten Mal mit einem Soloprogramm, Vor der Hochzeit und schon Witwe, auftrat.
Seit 2009 hat Doderer eine Dozentur an der Staatlichen Hochschule für Musik und Darstellende Kunst Stuttgart. Von 2013 bis 2016 leitete sie Fortbildungskurse bei der Robert Bosch Stiftung, 2012 lehrte sie an der Bayerischen Theaterakademie August Everding. Seit 2016 unterrichtet sie auch an der Anton Bruckner Privatuniversität in Linz.
Beatrix Doderer lebt in Graz und München.

## Filmografie
- 1997: Hotel Mama – Die Rückkehr der Kinder
- 2001: Sonny Boys
- 2009: Polizeiruf 110 – Klick gemacht
- 2010: Polizeiruf 110 – Zapfenstreich
- 2011: Franzi – Festspiele
- 2020: Um Himmels Willen – Wunschkind

## Hörspiele
- 1995: Harun und das Meer der Geschichten – Autor: Salman Rushdie – Regie: Klaus Mehrländer
- 2008: Elfenspuk – Ein Grünflächengestaltungshörspiel – Autor: Renus Berbig – Regie: Justyna Buddeberg-Mosz